# Lijst van spelers van Telstar (mannen)
Dit is een lijst van voetballers die minimaal één officiële wedstrijd hebben gespeeld in het eerste elftal van de Nederlandse betaaldvoetbalclub Telstar.

## A
- Mustapha El Aamrani
- Sulley Abdallah
- Nacer Abdellah
- Liban Abdulahi
- Marco Achmad
- Marco Adema
- Daniel Adshead
- Rudy Aerts
- Alami Ahannach
- Mihkel Ainsalu
- Mohammed Ajnane
- Coen Akersloot
- Stanley Akoy
- Özgür Aktaş
- Jan Allart
- Anmar Almubaraki
- Gerrie Althoff
- Henny Althoff
- Lotfi Amhaouch
- Carlo l'Ami
- Fred André
- Brahim Aoulad-Lfadil
- Mitch Apau
- Reinaldo Arnhem
- Norair Aslanyan
- René Aubrun
- Sebbe Augustijns
- Pascal Averdijk
- Colin Ayre

## B
- Dennis van Baekel
- Danny Bakker
- Henry Bakker
- Ko Bakker
- Lesley Bakker
- Cor Bal
- Joakim Balmy
- Serge van den Ban
- Dick Beek
- Tom Beissel
- Fethi Bekdur
- János Beke
- Dennis van Bekkum
- Karim Ben Sallam
- Benaissa Benamar
- Anwar Bensabouh
- Abdelrafie Benzzine
- Anthony Berenstein
- Luciano van den Berg
- Kees van Bergen
- Anthony Berghahn
- Rob van Berkel
- Crescendo van Berkel
- Guglielmo Bertolini
- David Bielkus
- Jan Bierman
- Jean-Pascal Biezen
- Klaas Bijl
- Emre Bilgin
- Fred Bischot
- Delvechio Blackson
- Bert Blauw
- Jaap Bloem
- Koen Blommestijn
- Jan Boekestein
- Mike Boelee
- Mario den Boer
- Rody de Boer
- Dick Bond
- Theo Bond
- Grégory Bono
- Kees Boontjes
- Sjoerd Boot
- Richmond Bossman
- Peter Botvliet
- Yahya Boussakou
- Dries Boussatta
- Alae-Eddine Bouyaghlafen
- Kevin Brands
- Nicandro Breeveld
- René van Breevoort
- Elso Brito
- Benjamin van den Broek
- Cor Brom
- Ilias Bronkhorst
- Stanley Brouwer
- Willem Brouwer
- Michel de Bruijn
- Dennis de Bruin
- Jan Bruin
- Marvin Brunswijk
- Fabian Bruster
- Rob Büchel
- DJ Buffonge
- Job Bulters
- Floor Buma
- Maurice Buys

## C
- Welat Cagro
- Peter Caljouw
- Henk ten Cate
- Bilal Ched-Dadi
- Cerilio Cijntje
- Jac Cleeren
- Ger Clement
- Peter Cobussen
- Benito Cooman
- Mettin Copier
- Florencio Cornelia
- Anthony Correia
- Wijtse Couperus
- Benoît Croissant
- Martin Cruijff
- Alair Cruz Vicente

## D
- Michiel van Dam
- Mike Dam
- Robert van Dam
- Joop Daniëls
- Donny Day
- Jordy Deckers
- Donovan Deekman
- Marco van Delden
- İlhan Demirci
- Guido Dernier
- Jamal Dibi
- Damian van Dijk
- Cas Dijkstra
- Frank Dikstaal
- Fred Dikstaal
- Ivar van Dinteren
- Sem Dirks
- Tarik Divarci
- Gerry van Dolder
- Joël Donald
- Ronald Donker
- Sven van Doorm
- Trevor Doornbusch
- Kenneth Dougall
- Achraf Douiri
- Hans Driessen
- Piet Jan Drommel
- Bert van Duijvenbode
- Bert Dusbaba
- Orhan Džepar

## E
- Zakaria Eddahchouri
- Herman van Eekeres
- Shadrach Eghan
- Paul van Egmond
- Robin Eindhoven
- Remi van Ekeris
- Patrick Engelhart
- Ronny van Es
- Paul Esajas
- Jeffrey Esser
- Frans van Essen
- Kevin van Essen

## F
- Raymond Fafiani
- Gerry Farenhorst
- Paul Farenhorst
- Zakaria Fatihi
- Lassana Faye
- Tonny Fens
- Rashaan Fernandes
- Maickel Ferrier
- Mark-Jan Fledderus
- Jeffrey Forée
- Purrel Fränkel
- Kasper de Fries Johansen
- Yuzo Funakoshi

## G
- Louis van Gaal
- Geoffrey Galatà
- Hans Galis
- Ruud Geels
- Ruud Geestman
- Erik Geluk
- Tyrese Gemert
- Douglas George
- Cor Gerber
- Jan Gerver
- Charlie Gilmour
- Christos Giousis
- Giovanni
- Leendert de Goeij
- Bart Goossens
- Dennis de Graaf
- Siem de Graaf
- Guillermo Graaven
- Danzell Gravenberch
- Kick Groot
- Koert de Groote
- Melvin Grootfaam
- Peter Guinari
- Gerrie van Guine
- Edwin Gyasi

## H
- Roy van Haalem
- Erik de Haan
- Radjin de Haan
- Danny van Haaren
- Fons van Haastrecht
- Ilias Haddad
- Sebastiaan Hagedoorn
- Mohamed Hamdaoui
- Jeff Hardeveld
- Ruud Harms
- Carlos Hasselbaink
- Jimmy Floyd Hasselbaink
- Ben Haverkort
- Ben Heemskerk
- Quinten van den Heerik
- Jasper van Heertum
- Harry Hegeman
- Frans van der Heide
- Mike Helenklaken
- Dick Helling
- Raoul Henar
- Peter Hendriks
- Terry Hendriks
- Gilles Hendrikse
- Olof Hendriksen
- Arjan van den Herik
- Wouter van den Herik
- Erwin Hermes
- Soufiane Hetli
- Richard van Heulen
- Laurens ten Heuvel
- Jergé Hoefdraad
- Milan Hoek
- Wim Hoevelaken
- Edwin van Holten
- Melvin Holwijn
- John van den Hoogenband
- Geraldo Hoogvliets
- Ronald Hoop
- Blake Horton
- Tuur Houben
- Thomas van den Houten
- Joey Houweling
- Jeroen Houwen
- Toine van Huizen

## I
- Adham El Idrissi
- Miikka Ilo
- Ramon Imanuel
- Ted Immers
- Silvan Inia
- Donny van Iperen
- Steven Irwin
- Shabir Isoufi

## J
- Piet Jager
- Frans Jansen
- Magid Jansen
- Berry Janssen
- Aad Jense
- Chisom Leonard Johnson
- Boy de Jong
- Jerry de Jong
- Joop de Jong
- Max de Jong
- Eric de Jongh
- Jos Jonker
- Nico Jonker
- Júnior
- Marcio Junqueira

## K
- Mees Kaandorp
- Youssef El Kachati
- Marek Kaljumäe
- Luciano van Kallen
- Theo van Kampen
- Ton Kamphues
- Leon Kantelberg
- Madrian Karbodin
- Diego Karg
- Ruud van Katwijk
- Kees Kerkhof
- Jeffrey Ket
- Tim Keurntjes
- Raydell Kewal
- Reda Kharchouch
- Raymond Kick
- Jonathan Kindermans
- Dominique Kivuvu
- Jacques Kleef
- Oger Klos
- Jan Klouwer
- Alfred Knippenberg
- Edo Knol
- Rychaintelo Knoll
- Chris Knoop
- Çağrı Kodalak
- Ronald Koeman jr.
- Erwin Koen
- Dennis Koffijberg
- Paul Kok
- Ozan Kökcü
- Bob Koning
- Joop Koopman
- Theo Koopmanschap
- Rogier Koordes
- Cees van Kooten
- Marco Korff
- Petteri Korkala
- Frank Korpershoek
- Tjeerd Kort
- Clement Koster
- Devon Koswal
- Eddy Kraal
- Hans Kraay jr.
- Frank Kramer
- Zlatan Krizanović
- Rogier Krone
- Smerko Kroszynski
- Barry de Kruif
- Michel Kruijer
- Jay Kruiver
- André Krul
- Piet van der Kuil
- Nick Kuipers
- Johan Kulhan
- Harmen Kuperus
- Selmo Kurbegović
- Koos Kuut
- Dave Kuysten

## L
- Jordie van der Laan
- Youssef Laaroussi
- Paul de Lange
- Peter Lechermann
- Adil Lechkar
- Ervin Lee
- Serge van Lent
- Facundo Lescano
- Sjaak Lettinga
- Germaine Levant
- Roël Liefden
- Marcel Liesdek
- Yaël Liesdek
- Maurice Ligeon
- Stefano Lilipaly
- Serafim Lima Pires
- Farouq Limouri
- Floris van der Linden
- John van der Linden
- Georgy Lipták
- Rodny Lopes Cabral
- Tim van de Loo
- Oni Louhenapessy
- Leen van der Lugt
- Senne Lynen

## M
- Sven van der Maaten
- Ingmar Maayen
- Calvin Mac-Intosch
- Stanley MacDonald
- Achraf Madi
- Denis Mahmudov
- Marko Maletić
- Ronald Manders
- Levi Marengo
- Map Marijt
- Ed Martens
- Andrew Marveggio
- Keith Masefield
- John Massa
- Stjepan Matic
- Ivica Matijašić
- Diangi Matusiwa
- Sead Mazreku
- Marcus McGuane
- Henk Medik
- Rob van der Meer
- Paul van der Meeren
- Bert de Meijer
- Henny Meijer
- Jannes Meijer
- Eef Melgers
- Raimundo Mendes
- Ahmad Mendes Moreira
- Kees Mens
- Baki Mercimek
- Dylan Mertens
- Eric van de Merwe
- Geoffrey Meye
- Arne Meyer
- Daryl van Mieghem
- Hilmi Mihci
- Dustin Mijnders
- Torben Mikkelsen
- Jack Mills
- David Min
- Cendrino Misidjan
- Tatsuya Mochizuki
- Kevin Moeliker
- Jip Molenaar
- Hans Mols
- Clint Molly
- Jan Mulder
- Jonathan Mulder
- Mark Mulder
- Pieter Mulders
- Marcel Munk
- René Munsterman
- Rhys Murphy
- Ruud Muskee
- Brian Mussche

## N
- Lorenzio Naarden
- Junas Naciri
- Anass Najah
- Manfred Nan
- Furdjel Narsingh
- Jan Nederburgh
- Armand Neeskens
- Ron van Niekerk
- Matthieu Niesten
- Leon van Nieuwkerk
- Bart van Nieuwpoort
- Bert Nijdam
- Arnold Nijkamp
- Michel Nok
- Orpheo Nok
- Tom Noordhoff
- Tyrese Noslin
- Andrija Novakovich

## O
- Marcel Oerlemans
- Guus Offerhaus
- Jan Olde Riekerink
- Benito Olenski
- Steve Olfers
- Yamano Olfers
- Sergio Ommel
- Terell Ondaan
- Regilio O'Niel
- Tristan Ooms
- Ab van Oorschot
- Marcel Oost
- Arnold Oosterveer
- Sander Oostrom
- Michel van Oostrum
- Andrew Ornoch
- Mohammed Osman
- Edwin Otte
- Bryan Ottenhoff
- Marouan El Ouardani
- Abdel El Ouazzane
- Thomas Oude Kotte
- Elvio van Overbeek
- Tom Overtoom
- Willie Overtoom
- Tyrone Owusu

## P
- René Panhuis
- Roy Papavoine
- Johan Pater
- Shayne Pattynama
- René Petiet
- Guyon Philips
- Henk Pieneman
- Touvarno Pinas
- Benjamin Pinto
- Jaap Pirovano
- Cor Plaizier
- Alex Plat
- Johan Plat
- Melvin Platje
- Glynor Plet
- Richard Plug
- Wim Plug
- Vincent Polfliet
- Robin Polley
- Bert van der Poppe
- Ron Pos
- Jerry Post
- Sebastiaan Pot
- Cor Prein
- Jerold Promes
- Ralf Pronk
- Ton Pronk

## Q
- Alistair Quinn

## R
- Ad Raven
- Maurice Rayer
- Errol Refos
- Arend Regeer
- Vincent Regeling
- Erik Regtop
- Reinaldo
- Leandro Resida
- Peter Ressel
- Frans Reuser
- Harry Reuvekamp
- Michel Ribeiro
- André de Ridder
- Ton Rietbroek
- Oliver Rifai
- Cock Rijkens
- Jan Rijnders
- Donny Rijnink
- Chevello de Rijp
- Marco Robijn
- Leonardo Rocha de Almeida
- Gerson Rodrigues
- Andre Rolloos
- Ron de Roode
- Rini van Roon
- Darren Rosheuvel
- Ivo Rossen
- Nils Rossen
- Karim Rossi
- Peter de Ruiter
- Leo Ruiters
- Marcel Rutte

## S
- Gaston Salasiwa
- Misha Salden
- Michael Samuel
- Gibril Sankoh
- Gürcan Sari
- Yacob Sason
- Gerrie Schaap
- Gregory Schaken
- Nico Scheffer
- Jasper Schendelaar
- Aleid Schenk
- Danny Schenkel
- Damiano Schet
- Cees Schoo
- Bobby Schoonens
- Jaylan van Schooneveld
- Gerard Schoonewille
- Jerdy Schouten
- Nico Schröder
- Marchanno Schultz
- Robert Schutz
- Kyle Scott
- Ryan Seager
- Cain Seedorf
- Herman Seegers
- Theo van Seggelen
- Fabian Serrarens
- Ralf Seuntjens
- Gerson Sheotahul
- Regillio Simons
- Andwelé Slory
- Walter Smak
- Orlando Smeekes
- Arvid Smit
- Rein Smit
- Jeffrey Sneijder
- Jordi Snijders
- Shaquill Sno
- Jorginho Soares
- Ab van Son
- Patrick van Son
- Richard van Son
- Sebastian Soto
- Richelor Sprangers
- Melle Springer
- Joy St. Jago
- Gerard Staats
- Jaap Staats
- Koen Stam
- Paul Stam
- Milan Stanić
- Co Stout
- Leo van Straaten
- Jurgen Streppel
- Richard Stricker
- Martijn van Strien
- Heinz Stuy
- Justin Stuy
- Anders Sundstrup
- Anthony Swolfs

## T
- Redouan Taha
- Mohammed Tahiri
- Roy Talsma
- Peter Tania
- Patrice Tano
- Elayis Tavşan
- Stefan Teeken
- Patrick Tenthof
- Jeroen Tesselaar
- Brian Tevreden
- Bert Theunissen
- Tarik Tissoudali
- Joona Toivio
- Marc Tol
- Sijmen Tol
- Joop van Toor
- Pierre Tosch
- Dick Trock
- Cees Tromp
- Tuan Trương Minh
- Roman Tugarinov
- Remco Tuinenburg
- Jayden Turfkruier
- Jordy Tutuarima

## U
- Rodney Ubbergen
- Rafael Uiterloo

## V
- Calvin Valies
- Siebe Vandermeulen
- Cor Varkevisser
- Paul Veenboer
- Stephan Veenboer
- Gyliano van Velzen
- John van Velzen
- Roberto Verhagen
- John Verschoor
- Ton Verschoor
- Ron Versluis
- Mark Verzijlberg
- Jaap Visser
- Jelle Visser
- Roscello Vlijter
- Wouter de Vogel
- Marcel Vondeling
- Barry de Vreede
- Cees de Vries
- Dorus de Vries
- Mark de Vries
- Patrick de Vries
- Rob de Vries
- Ed Vijent
- Florian Vyent

## W
- Ardon de Waard
- Jacob Walcott
- Koos van Weerlee
- Gé van Wees
- Jan Wegman
- John Weijers
- Arno Wellerdieck
- Niels van Wetten
- André Wetzel
- Klaas Wijers
- Hassie van Wijk
- Jordy van Wijk
- Richard Wijkhuizen
- Thijs Wijngaarde
- Aloys Wijnker
- Arthur Wildschut
- Jerzy Wilim
- Marien Willemsen
- Wilson da Silva Chagas
- Orlando Wirht
- João Carlos Campos Wisnesky
- Arjan Wisse
- Monne de Wit
- Sem Wokke
- Bert Wolters
- Randy Wolters
- Bert van Wooning

## Y
- Redouan El Yaakoubi
- Naoyuki Yamazaki

## Z
- Yassine Zakir
- Oussama Zamouri
- Wesley Zandgrond
- Arjan de Zeeuw
- Wesley Zonneveld
- Tom Zoontjes
- Daniël Zuiverloon
- Jaap Zwaan
- Peter van der Zwaan
- Pieter van Zwieten
- Jan Zwinkels